# Holzgünz
Holzgünz ist eine Gemeinde im schwäbischen Landkreis Unterallgäu.

## Geografie
Die Gemeinde liegt etwa acht Kilometer östlich von Memmingen in der Region Donau-Iller in Mittelschwaben.

### Ausdehnung des Gemeindegebietes
Die Gemeinde besteht aus dem Kirchdorf Holzgünz und dem Dorf Schwaighausen, die gleichzeitig Gemarkungen sind.

## Geschichte

### Bis zur Gemeindegründung
Das Dorf erscheint bereits 1167 bei der Isengrimschen Schenkung und wird 1270 erstmals namentlich erwähnt. Holzgünz gehörte seit dem Mittelalter zur Freien Reichsstadt Memmingen, genauer den Kreuzherren des Memminger Oberhospitals. Mit dem Reichsdeputationshauptschluss von 1803 kam der Ort zu Bayern. Im Zuge der Verwaltungsreformen im Königreich Bayern entstand mit dem Gemeindeedikt von 1818 die Gemeinde.

### Eingemeindungen
Am 1. Mai 1978 wurde im Zuge der Gebietsreform in Bayern die Gemeinde Schwaighausen eingegliedert.

### Einwohnerentwicklung
| Jahr      | 1961 | 1970 | 1987 | 1991  | 1995  | 2000  | 2005  | 2010  | 2015  | 2020  |
| --------- | ---- | ---- | ---- | ----- | ----- | ----- | ----- | ----- | ----- | ----- |
| Einwohner | 0768 | 0842 | 0914 | 1.008 | 1.029 | 1.008 | 1.133 | 1.189 | 1.267 | 1.390 |

- Zwischen 1988 und 2018 wuchs die Gemeinde von 943 auf 1339 Einwohner bzw. um 42 %.

## Politik
Die Gemeinde ist Mitglied der Verwaltungsgemeinschaft Memmingerberg.

### Bürgermeister
Bürgermeister ist seit 1. Mai 2020 Franz Rolla (Freie Wählerliste Holzgünz-Schwaighausen); Dieser wurde mit 80,2 % der Stimmen gewählt. Sein Vorgänger Paul Nagler (FWH/FWS) stand von 2002 bis 2020 an der Gemeindespitze. Er war der Nachfolger von Martin Riedmiller (Freie Wähler).

### Gemeinderat
Bei der Kommunalwahl am 15. März 2020 lag nur die Freie Wählerliste Holzgünz-Schwaighausen vor, die 97,9 % der Stimmen und alle zwölf Mandate im Gemeinderat erhielt.
Bei der Gemeinderatswahl 2014 hatten Freie Wählerliste (Holzgünz) und Freie Wählerliste Schwaighausen jeweils sechs Mandate erreicht.

### Wappen

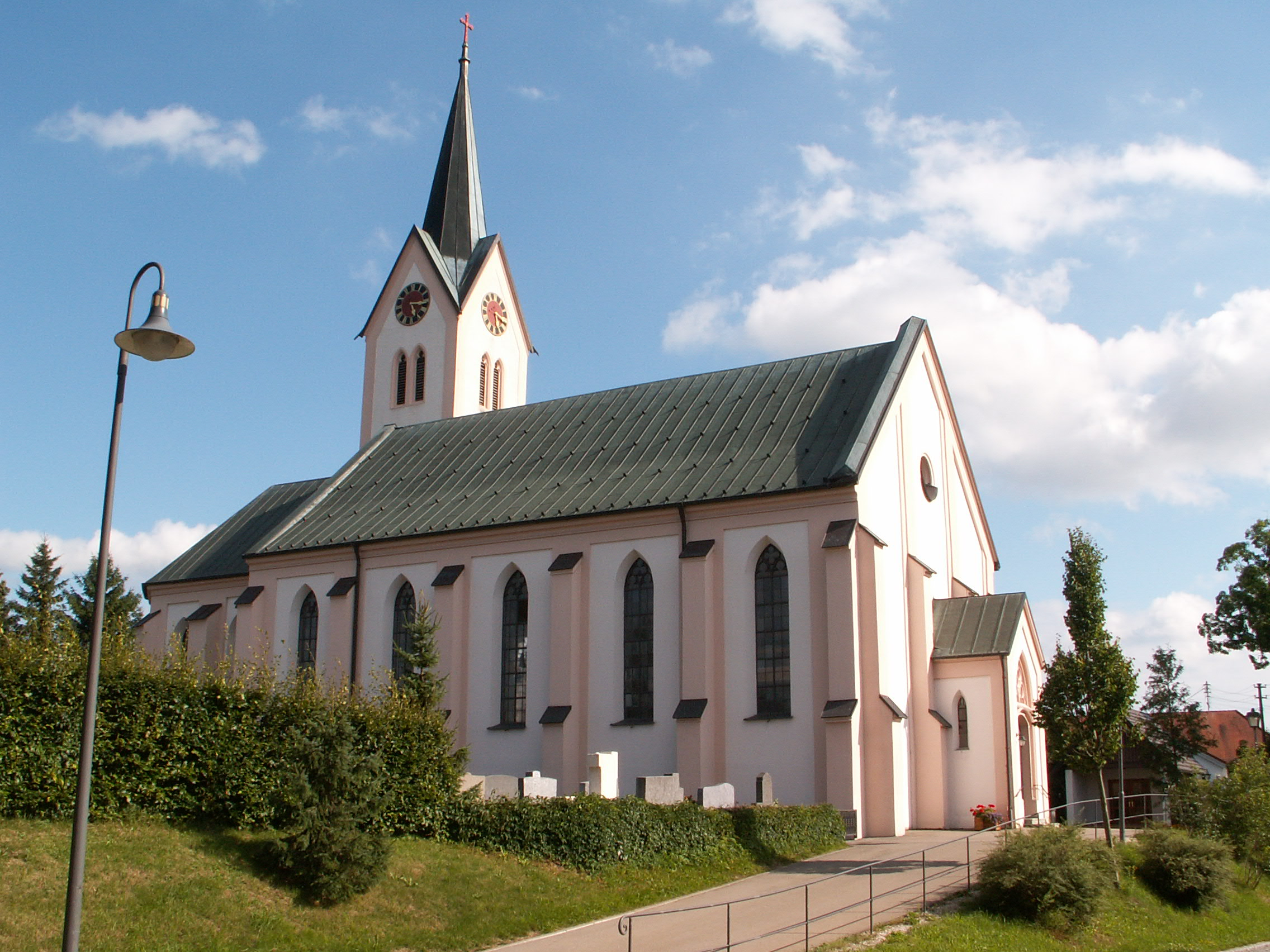
Kirche St. Georg in Holzgünz (Ort)

| Wappen von Holzgünz | Blasonierung: „Gespalten von Schwarz und Silber mit einem gesenkten Wellenbalken in verwechselten Farben; vorne ein doppelarmiges gegabeltes (zwölfspitziges) silbernes Kreuz, hinten ein bewurzelter grüner Laubbaum.“ |
| Wappen von Holzgünz | Wappenbegründung: Das gegabelte Doppelkreuz stammt aus dem Wappen des Memminger Oberhospitals. Im Jahr 1296 erwarb das Heilig-Geist-Spital den Kirchensatz von Holzgünz. Eine Unterscheidung in Unterholzgünz und Oberholzgünz tauchte erstmals 1339 auf. Beide Orte bilden eine Gemeinde. Als sich das Heilig-Geist-Spital 1365 in das Oberhospital (Kreuzherrenkloster) und das Unterhospital aufteilte, kam der Besitz in Unterholzgünz geschlossen an das Unterhospital. Das Oberhospital erwarb 1444 die Ortsherrschaft in Oberholzgünz. Der Laubbaum steht redend für den Ortsnamen. Er erinnert zudem an die Zeit vor 1748, als in Schwaighausen bis zum Bau der Kapelle die Andachten im Freien unter einem Baum stattfanden. Der Wellenbalken stellt den Kohbach dar, der durch die drei Orte Ober- und Unterholzgünz sowie Schwaighausen fließt. Der Entwurf stammt von Stiftsarchivar und Kreisheimatpfleger Aegidius Kolb. Die Gestaltung übernahm der Passauer Max Reinhart. Das Wappen wurde am 29. Juli 1986 durch Bescheid der Regierung von Schwaben genehmigt. |

## Kirche
Die Katholische Pfarrei „St. Georg“ gehört zur Pfarreiengemeinschaft Benningen.

## Wirtschaft und Infrastruktur

### Wirtschaft einschließlich Land- und Forstwirtschaft
Am 30. Juni 2019 gab es in der Gemeinde 335 sozialversicherungspflichtige Arbeitsplätze; von der Wohnbevölkerung standen 624 in einer versicherungspflichtigen Beschäftigung. Die Zahl der Auspendler war damit um 289 größer als die der Einpendler. 2016 gab es noch 18 landwirtschaftliche Betriebe, die eine Fläche von 540 Hektar bewirtschafteten.

### Verkehr
Holzgünz liegt an der Bundesautobahn 96 (Lindau–München); die nach dem Ort benannte Ausfahrt 15 liegt nur etwa einen Kilometer vom Gemeindezentrum entfernt.

### Bildung
Am 1. März 2019 gab es eine Kindertageseinrichtung mit 74 Plätzen und 72 Besuchern, darunter 21 Besucher unter drei Jahren.
Die Gemeinde ist Mitglied des Schulverbandes Memmingerberg (Grund- und Mittelschule).